# 琴藤沢和穂
琴藤沢 和穂（ことふじさわ かずのり、1956年10月15日 - ）は、高知県高知市出身で佐渡ヶ嶽部屋に所属した元大相撲力士。本名は藤沢 和穂（ふじさわ　かずのり）。最高位は西幕下2枚目（1980年1月場所）。

## 来歴
1974年、高知高等学校3年時に高校横綱に輝き、翌1975年に同志社大学へ入学。大学時代は1学年上である近畿大学の長岡末広（後の大関朝潮太郎）が最大のライバルとなり、長岡が大学を卒業して角界入りした1978年に第56代学生横綱となる。藤沢を巡っては当然ながら各相撲部屋のスカウト合戦も激しかったが、最終的には佐渡ヶ嶽部屋への入門が決まり、同時に佐渡ヶ嶽部屋に入門した日本大学出身の元高校横綱である花田安（はなだ やすし、四股名は琴花田安、最高位東幕下21枚目）と共に1979年3月場所にて幕下付出デビューを飾るはずであった。しかし、場所前の稽古で幕下琴千歳幸征（後に幕内となる）に寄られた際、右膝靱帯損傷の大怪我を負いデビューが同年9月場所へ延期された。デビュー場所は幕下60枚目格付出しで6勝1敗、翌11月場所は西幕下32枚目で7戦全勝優勝、続く1980年1月場所では自己最高位である西幕下2枚目へ躍進するが3勝3敗で迎えた13日目の十両白竜山憲史（後に幕内となる）との一番に敗れ、関取（十両）昇進を逃がした。その後は全休場所を含めて成績が振るわず、デビューから僅か1年足らずの同年9月場所が最後の土俵となり、翌11月場所に全休のまま廃業した。
また、同期同部屋入門の花田改め琴花田は当初の予定通り1979年3月場所に幕下60枚目格付出しでデビューしたものの、糖尿病の影響で関取昇進を果たせず1981年5月場所限りで廃業している。
幕下付出力士は出身大学との繋がりがある部屋に入門することが慣習化されている。同志社大学と関係の深く、当時の時点で20年来の仲である伊勢ノ海部屋への入門が既定路線とされていた状況から一転佐渡ヶ嶽部屋に入門した琴藤沢は怪我で初土俵が遅れ、正式に力士となるまで板挟みに苦しんでたとされている。怪我で新弟子検査を棄権したため部屋に居づらい見習いの立場であり治療中は母校の相撲部で寝泊まりしたがすぐに追い出され、学生横綱にも輝いたにも拘らず同志社大相撲部OB会も除籍された。 新弟子検査合格まで佐渡ヶ嶽部屋後援者の家にいたという。最終的には初土俵からわずか8場所で関取にも上がれず廃業。年寄名跡の確保を保証していた佐渡ヶ嶽部屋であったが、関取未経験では当然襲名できなかった。花田と藤沢が関取にも上がれなかったことで先代佐渡ヶ嶽は大いに落胆し、その後琴光喜の入門まで約20年間において学生相撲出身者は佐渡ヶ嶽部屋に採用されることがなくなった。

## 主な成績
- 通算成績：28勝14敗14休（8場所）
- 各段優勝：幕下1回（1979年11月場所）

| | 一月場所 初場所（東京） | 三月場所 春場所（大阪） | 五月場所 夏場所（東京） | 七月場所 名古屋場所（愛知） | 九月場所 秋場所（東京） | 十一月場所 九州場所（福岡） |
| --- | ----------------------- | ----------------------- | ----------------------- | --------------------------- | ----------------------- | --------------------------- |
| 1979年 （昭和54年） | x                       | x                       | x                       | x                           | 幕下付出60枚目 6–1      | 西幕下32枚目 優勝 7–0       |
| 1980年 （昭和55年） | 西幕下2枚目 3–4         | 東幕下8枚目 休場 0–0–7  | 東幕下33枚目 5–2        | 東幕下17枚目 3–4            | 東幕下26枚目 4–3        | 東幕下18枚目 引退 0–0–7     |
| 各欄の数字は、「勝ち-負け-休場」を示す。 優勝 引退 休場 十両 幕下 三賞：敢=敢闘賞、殊=殊勲賞、技=技能賞 その他：★=金星 番付階級：幕内 - 十両 - 幕下 - 三段目 - 序二段 - 序ノ口 幕内序列：横綱 - 大関 - 関脇 - 小結 - 前頭（「#数字」は各位内の序列） |                         |                         |                         |                             |                         |                             |